# Bouville, Seine-Maritime
Bouville är en kommun i departementet Seine-Maritime i regionen Normandie i norra Frankrike. Kommunen ligger i kantonen Pavilly som tillhör arrondissementet Rouen. År 2022 hade Bouville 1 029 invånare.

## Befolkningsutveckling
Antalet invånare i kommunen Bouville
| Referens: INSEE |